# Interparking
Interparking maakt deel uit van de Belgische vastgoedgroep AG Real Estate en is de derde grootste parkinguitbater in Europa. Interparking is sinds 1958 actief in de ontwikkeling en het beheer van openbare parkings in een tiental Europese landen. Het bedrijf is in Duitsland en Oostenrijk bekend onder de naam Contipark.

## Geschiedenis
Interparking werd door Claude De Clercq opgericht in 1958, het jaar van de Wereldtentoonstelling in Brussel. De activiteit van Interparking begon met de bouw van Parking 58 aan de Bisschopsstraat in het hart van Brussel.
De groep baat ondertussen ongeveer 782 autoparkings uit (zowel ondergrondse als bovengrondse parkings) in 363 steden, waarvan een 68-tal in België. In totaal gaat het om ruim 355.000 parkeerplaatsen.
Tot 2010 had de groep parkings in België, Nederland, Duitsland, Frankrijk, Italië, Spanje en Oostenrijk. In 2010 breidde de groep uit naar Roemenië en Polen. Interparking is sinds 2010 in Roemenië aanwezig en begon in 2012 de uitbating van de ondergrondse parking Piata Universitatii (425 plaatsen) in Boekarest.
Interparking kent een sterke groei, onder meer via diverse overnames. In 2006 werd in Duitsland een joint venture afgesloten met Deutsche Bahn. In 2009 nam Interparking het Spaanse Metropark over voor 119,8 miljoen EUR, een van de belangrijkste spelers op de Spaanse markt, en het Italiaanse SIS, de marktleider op de openbare weg en aanwezig in 123 steden. In 2016 werd de Nederlandse groep Parking + Protection B.V. (P+P), onderdeel van het beursgenoteerde technologiebedrijf TKH Group, overgenomen.
De groep behaalde in 2016 een omzet van meer dan 400 miljoen euro en een brutobedrijfskasstroom van meer dan 126 miljoen euro.
In 2015 won Interparking de European Parking Award in de categorie "new parking structures" voor de parkeergarage 'Markthal' in Rotterdam. De energiezuinige parkeergarage telt bijna 1.200 plaatsen en is voorzien van de modernste technieken, waaronder LED-verlichting.

## Europese Aanwezigheid (2024)
Interparking is actief in negen Europese landen en beheert 1.019 locaties in 406 steden, met een totaal van 435.810 parkeerplaatsen. 
Uitsplitsing per land:
- Duitsland:
  - 437 locaties – 100.717 parkeerplaatsen buiten straat, 19.692 parkeerplaatsen op straat
- Nederland:
  - 111 locaties – 55.571 parkeerplaatsen buiten straat
- België:
  - 108 locaties – 46.388 parkeerplaatsen buiten straat
- Frankrijk:
  - 76 locaties – 25.532 parkeerplaatsen buiten straat, 4.060 parkeerplaatsen op straat
- Italië:
  - 125 locaties – 23.721 parkeerplaatsen buiten straat, 93.487 parkeerplaatsen op straat
- Spanje:
  - 67 locaties – 28.362 parkeerplaatsen buiten straat, 565 parkeerplaatsen op straat
- Polen:
  - 47 locaties – 21.379 parkeerplaatsen buiten straat, 528 parkeerplaatsen op straat
- Oostenrijk:
  - 42 locaties – 12.233 parkeerplaatsen buiten straat, 551 parkeerplaatsen op straat
- Roemenië:
  - 6 locaties – 3.024 parkeerplaatsen buiten straat